# Sagalé
 (juillet 2022).
Sagalé est une ville et une sous-préfecture de Guinée, rattachée à la préfecture de Lélouma et la région de Labé

## Population
En 2016, le nombre d'habitants est estimé à 16 420, à partir d'une extrapolation officielle du recensement de 2014 qui en avait dénombré 15 521.

## Subdivisions administratives
La sous-préfecture compte sept districts dont Sagalé centre, Oury Tounni, Téliwel, Thindoye, Thiéwé, Mouminia et Bamikountoun.

## Éducation
Sagalé dispose de trois collèges dont un franco-arabe, une école primaire franco-arabe et plusieurs écoles élémentaires.

## Agriculture
L'agriculture de la sous-préfecture de sagalè  comprend la culture du maïs, du fonio, riz, de l'arachide et quelques plantations d'anacardes.

## Elevage
L'élevage de la sous-préfecture de sagalè comprend des bovins , caprin , volailles.

## Santé
La sous-préfecture de sagalè compte six postes de santé, dont sagalé centre, mouminiah, bamikountoun, téliwel, télé et thiéwé.

## Sport
La sous-préfecture ne pratique que le football.